# 第5軍 (ドイツ軍)
第5軍（だい5ぐん、独Deutsche 5. Armee）は、第一次世界大戦、第二次世界大戦時のドイツ軍の部隊である。

## 第一次世界大戦
1914年3月、第5軍は編成され、ヴィルヘルム皇太子が司令官として着任、その参謀長としてシュミット・フォン・クノーベルスドルフ中将が付き、1916年後半まで変更はなかった。第一次世界大戦勃発時、ドイツ帝国軍はシュリーフェン・プランに従い、ベルギーを抜けてフランスへ攻撃することになっていたが、その作戦には第5軍も含まれていた。
1914年、アルデンヌでの戦いにより、ドイツ第4、第5軍はフランス第3、第4軍の攻撃に対処するため、アルデンヌへ展開した。その後、2日間、ドイツ第5軍はフランス軍を足止めを行い、第5軍は8月23日、フランス軍に大損害を与えた。そのためにフランス軍は退却せざるを得なくなり、第5軍はヴェルダンへ進撃、1918年までそこに布陣した。
1916年、司令官ヴィルヘルム皇太子がこだわったヴェルダンの戦いが始まった。1916年遅く、第5軍はヴェルダンの戦いで大きな損害を被った。その後、マックス・ヴォン・ガルヴィッツが後任司令官に赴任した。
終戦直前の1918年8月、第5軍はサン＝ミエルの戦いを含む戦いをおこなったが、アメリカ欧州派遣軍（司令官ジョン・パーシング）に撃破された。第5軍は1918年11月11日の休戦までムーズ、アルゴンヌにおいてアメリカ欧州派遣軍と戦っていた。

### 司令官
- 1914年－1916年：ヴィルヘルム皇太子
- 1916年－1918年：マックス・ヴォン・ガルヴィッツ

## 第二次世界大戦
1939年8月25日、第5軍はクルト・リープマンの元、編成された。第5軍はポーランド侵攻が始まる以前、ジークフリート線の防衛をおこなったが、それは治安部隊的な任務であり、ポーランド降伏後の1939年11月18日解散され、司令部要員は第18軍へ異動となった。

### 司令官
- 1939年8月25日－1939年11月4日：クルト・リープマン大将